# Eiskuppel

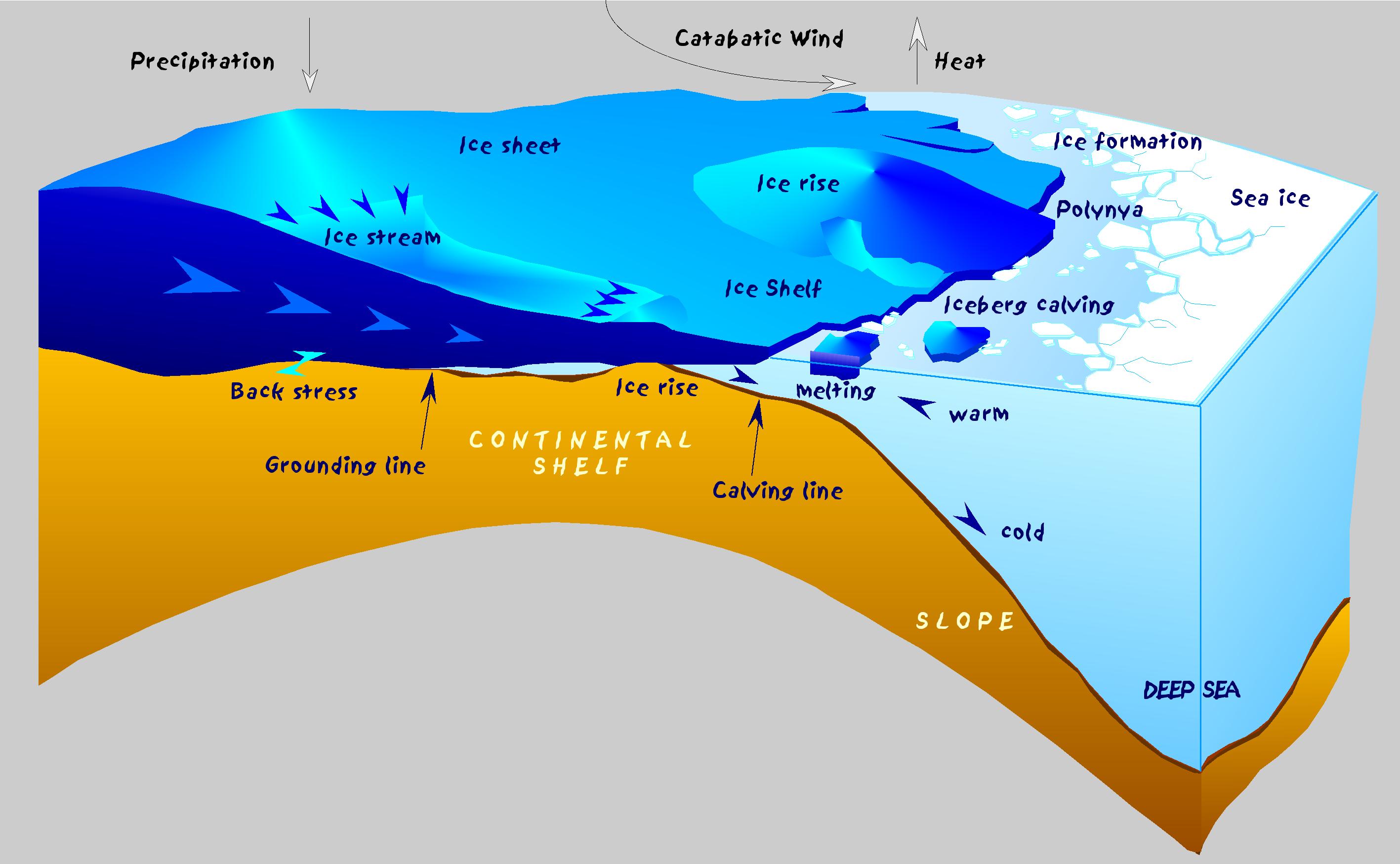
Glaziologische und ozeanographische Prozesse an der antarktischen Küste mit einer Eiskuppel in einem Schelfeis

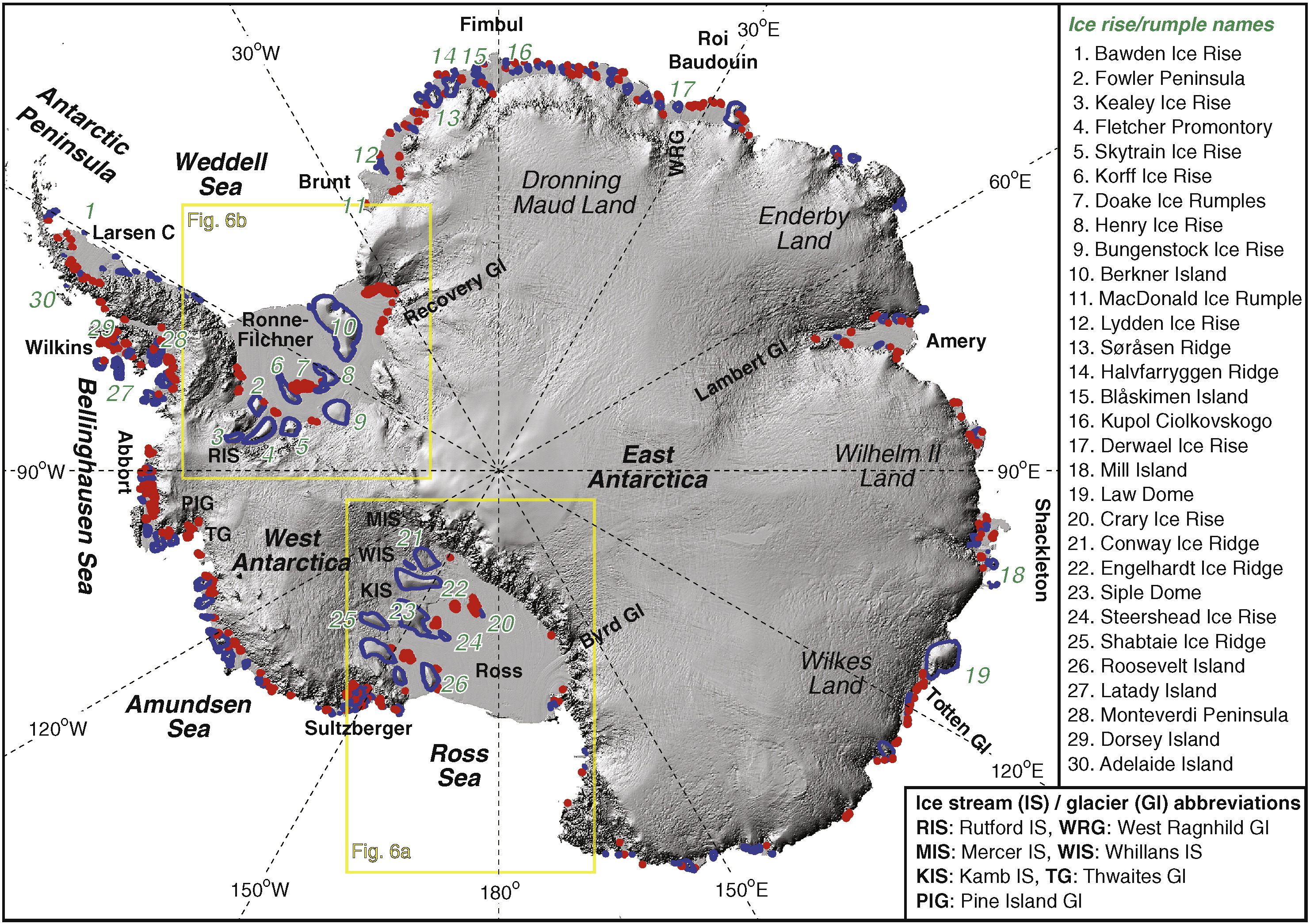
Karte der Eiskuppeln und Eishöcker in der Antarktis

Eine Eiskuppel (englisch ice rise) ist eine auf einem Fels ruhende Eismasse, die entweder ganz von einem Schelfeis umgeben ist, oder teilweise von einem Schelfeis und teilweise vom offenen Meer oder eisfreien Land. Der Untergrund kann dabei vollständig unter dem Meeresspiegel liegen. Kein Fels liegt an der Oberfläche bloß. Eine Eiskuppel bildet sich, wo das schwimmende und meerwärts fließende Schelfeis durch eine felsige Erhebung am Meeresboden behindert wird. Sie speist sich meist aus lokal anfallenden Niederschlägen. Der Fluss des Eises ist – unabhängig von der Fließrichtung des Schelfeises – radial nach außen gerichtet.
Eiskuppeln kommen vor allem in den Schelfeisgebieten der Antarktis vor, besonders im Ronne-Schelfeis. Die größeren davon erreichen Größen von 50 km mal 200 km oder 10.000 km². Die größte Eiskuppel ist die Berkner-Insel, die trotz ihres Namens keine Insel ist, mit einer Größe von 145 km mal 372 km.

## Beispiele größerer Eiskuppeln
- Berkner-Insel (trotz Name keine Insel)
- Roosevelt-Insel (trotz Name keine Insel)
- Crary Ice Rise
- Korff Ice Rise
- Henry Ice Rise
- Fowler Ice Rise
- Skytrain Ice Rise
- Dott Ice Rise